# Monoblastus proximus
Monoblastus proximus là một loài tò vò trong họ Ichneumonidae.